# Speedcubing-Weltmeisterschaften 2019
Die Speedcubing-Weltmeisterschaften 2019 sind die 10. Weltmeisterschaften im Speedcubing. Sie wurde vom 11. bis 14. Juli 2019 in Melbourne, Australien ausgetragen und hatten 833 Teilnehmer.

## Weltrekorde
Folgende Weltrekorde wurden in diesem Turnier aufgestellt:
- Andrew Huang in der Disziplin Skewb; 0,93 Sekunden (Einzelergebnis)
- Max Park in der Disziplin 7×7×7; 1 Minute 44,02 Sekunden (Einzelergebnis)
- Max Park in der Disziplin 7×7×7; 1 Minute 50,10 Sekunden (Durchschnitt)
- Stanley Chapel in der Disziplin 4×4×4 Blind; 1 Minute 8,07 Sekunden (Einzelergebnis)
- Stanley Chapel (USA) in der Disziplin 4×4×4 Blind; 1 Minute 21,81 Sekunden (Durchschnitt)
- Stanley Chapel in der Disziplin 5×5×5 Blind; 2 Minuten 38,77 Sekunden (Einzelergebnis)

## Ergebnisse
Die Sieger der einzelnen Kategorien sind die folgenden:

### 3×3×3
| Platz | Teilnehmer              | Durchschnittszeit in Sekunden | Zeiten aller Lösungsversuche in Sekunden | Zeiten aller Lösungsversuche in Sekunden | Zeiten aller Lösungsversuche in Sekunden | Zeiten aller Lösungsversuche in Sekunden | Zeiten aller Lösungsversuche in Sekunden |
| ----- | ----------------------- | ----------------------------- | ---------------------------------------- | ---------------------------------------- | ---------------------------------------- | ---------------------------------------- | ---------------------------------------- |
| 1.    | Philipp Weyer           | 6,74                          | 9,69                                     | 7,26                                     | 6,24                                     | 5,97                                     | 6,73                                     |
| 2.    | Sean Patrick Villanueva | 6,78                          | 8,33                                     | 6,10                                     | 7,35                                     | 6,90                                     | 6,00                                     |
| 3.    | Sebastian Weyer         | 6.81                          | 7,18                                     | 6,85                                     | 6,29                                     | 6,40                                     | 8.82                                     |

### 2×2×2
| Platz | Teilnehmer        | Durchschnittszeit in Sekunden | Zeiten aller Lösungsversuche in Sekunden | Zeiten aller Lösungsversuche in Sekunden | Zeiten aller Lösungsversuche in Sekunden | Zeiten aller Lösungsversuche in Sekunden | Zeiten aller Lösungsversuche in Sekunden |
| ----- | ----------------- | ----------------------------- | ---------------------------------------- | ---------------------------------------- | ---------------------------------------- | ---------------------------------------- | ---------------------------------------- |
| 1.    | Jiazhou Li        | 1,49                          | 1,38                                     | 1,66                                     | 3,66                                     | 1,34                                     | 1,42                                     |
| 2.    | Antonie Paterakis | 1,73                          | 2,29                                     | 1,55                                     | 1,79                                     | 1,22                                     | 1,85                                     |
| 3.    | Zayn Khanani      | 1,79                          | 3,77                                     | 2,01                                     | 1,24                                     | 1,70                                     | 1,67                                     |

### 4×4×4
| Platz | Teilnehmer      | Durchschnittszeit in Sekunden | Zeiten aller Lösungsversuche in Sekunden | Zeiten aller Lösungsversuche in Sekunden | Zeiten aller Lösungsversuche in Sekunden | Zeiten aller Lösungsversuche in Sekunden | Zeiten aller Lösungsversuche in Sekunden |
| ----- | --------------- | ----------------------------- | ---------------------------------------- | ---------------------------------------- | ---------------------------------------- | ---------------------------------------- | ---------------------------------------- |
| 1.    | Max Park        | 21,58                         | 19,74                                    | 19,08                                    | 23,29                                    | 24,11                                    | 21,72                                    |
| 2.    | Sebastian Weyer | 22,60                         | 27,07                                    | 20,76                                    | 20,54                                    | 22,51                                    | 24,52                                    |
| 3.    | Seung Hyuk Nahm | 23,57                         | 26,09                                    | 23,08                                    | 21,53                                    | 19,87                                    | 27,44                                    |

### 5×5×5
| Platz | Teilnehmer      | Durchschnittszeit in Sekunden | Zeiten aller Lösungsversuche in Sekunden | Zeiten aller Lösungsversuche in Sekunden | Zeiten aller Lösungsversuche in Sekunden | Zeiten aller Lösungsversuche in Sekunden | Zeiten aller Lösungsversuche in Sekunden |
| ----- | --------------- | ----------------------------- | ---------------------------------------- | ---------------------------------------- | ---------------------------------------- | ---------------------------------------- | ---------------------------------------- |
| 1.    | Max Park        | 41,43                         | 41,64                                    | 40,81                                    | 40,79                                    | 41,83                                    | 42,31                                    |
| 2.    | Seung Hyuk Nahm | 44,78                         | 53,88                                    | 46,97                                    | 44,88                                    | 42,48                                    | 40,66                                    |
| 3.    | Feliks Zemdegs  | 45,73                         | 47,47                                    | 45,82                                    | 41,39                                    | 43,91                                    | 51,46                                    |

### 6×6×6
| Platz | Teilnehmer    | Durchschnittszeit in Minuten:Sekunden | Zeiten aller Lösungsversuche in Minuten:Sekunden | Zeiten aller Lösungsversuche in Minuten:Sekunden | Zeiten aller Lösungsversuche in Minuten:Sekunden |
| ----- | ------------- | ------------------------------------- | ------------------------------------------------ | ------------------------------------------------ | ------------------------------------------------ |
| 1.    | Max Park      | 1:20,40                               | 1:24,59                                          | 1:17,49                                          | 1:19,12                                          |
| 2.    | Kevin Hays    | 1:27,02                               | 1:18,42                                          | 1:30,94                                          | 1:31,69                                          |
| 3.    | Ciarán Beahan | 1:27,32                               | 1:28,51                                          | 1:27,64                                          | 1:25,54                                          |

### 7×7×7
| Platz | Teilnehmer      | Durchschnittszeit in Minuten:Sekunden | Zeiten aller Lösungsversuche in Minuten:Sekunden | Zeiten aller Lösungsversuche in Minuten:Sekunden | Zeiten aller Lösungsversuche in Minuten:Sekunden |
| ----- | --------------- | ------------------------------------- | ------------------------------------------------ | ------------------------------------------------ | ------------------------------------------------ |
| 1.    | Max Park        | 1:50,10                               | 1:44,02                                          | 1:50,94                                          | 1:55.33                                          |
| 2.    | Ciarán Beahan   | 2:11,39                               | 2:19,84                                          | 2:00,55                                          | 2:13,77                                          |
| 3.    | Seung Hyuk Nahm | 2:11,64                               | 2:09,48                                          | 2:13,64                                          | 2:11,81                                          |

### 3×3×3 Blind
| Platz | Teilnehmer         | Durchschnitt (Zeit in Sekunden) | Zeiten aller Lösungsversuche in Sekunden | Zeiten aller Lösungsversuche in Sekunden | Zeiten aller Lösungsversuche in Sekunden |
| ----- | ------------------ | ------------------------------- | ---------------------------------------- | ---------------------------------------- | ---------------------------------------- |
| 1.    | Manuel Gutman      | 20,81                           | 21,42                                    | 22,57                                    | 18,44                                    |
| 2.    | Gianfranco Huanqui | DNF                             | 18,53                                    | 21,37                                    | DNF                                      |
| 3.    | Stanley Chapel     | DNF                             | DNF                                      | 21,26                                    | 18,70                                    |

### 3×3×3Fewest Moves
| Platz | Teilnehmer        | Durchschnitt | Alle Lösungsversuche | Alle Lösungsversuche | Alle Lösungsversuche |
| ----- | ----------------- | ------------ | -------------------- | -------------------- | -------------------- |
| 1.    | Christopher Chi   | 25,33        | 24                   | 27                   | 25                   |
| 1.    | Firstian Fushada  | 25,33        | 25                   | 27                   | 24                   |
| 3.    | Jan Bentlage      | 25,67        | 26                   | 27                   | 24                   |
| 3.    | Sebastiano Tronto | 25,67        | 25                   | 24                   | 28                   |

### 3×3×3einhändig
| Platz | Teilnehmer         | Durchschnittszeit in Sekunden | Zeiten aller Lösungsversuche in Sekunden | Zeiten aller Lösungsversuche in Sekunden | Zeiten aller Lösungsversuche in Sekunden | Zeiten aller Lösungsversuche in Sekunden | Zeiten aller Lösungsversuche in Sekunden |
| ----- | ------------------ | ----------------------------- | ---------------------------------------- | ---------------------------------------- | ---------------------------------------- | ---------------------------------------- | ---------------------------------------- |
| 1.    | Max Park           | 10,48                         | 9,69                                     | 9,71                                     | 10,42                                    | 11,32                                    | 12,44                                    |
| 2.    | Patrick Ponce      | 11,25                         | 13,43                                    | 10,63                                    | 9,35                                     | 11,48                                    | 11,64                                    |
| 3.    | Juliette Sébastien | 11,32                         | 10,97                                    | 9,78                                     | 11,69                                    | 11,31                                    | 13,93                                    |

### Clock
| Platz | Teilnehmer   | Durchschnittszeit in Sekunden | Zeiten aller Lösungsversuche in Sekunden | Zeiten aller Lösungsversuche in Sekunden | Zeiten aller Lösungsversuche in Sekunden | Zeiten aller Lösungsversuche in Sekunden | Zeiten aller Lösungsversuche in Sekunden |
| ----- | ------------ | ----------------------------- | ---------------------------------------- | ---------------------------------------- | ---------------------------------------- | ---------------------------------------- | ---------------------------------------- |
| 1.    | Yunhao Lou   | 4,73                          | 4,82                                     | 4,70                                     | 4,67                                     | DNF                                      | 4,42                                     |
| 2.    | Tairan Zhong | 6,01                          | 7,09                                     | 6,46                                     | 6,75                                     | 4,83                                     | 4,77                                     |
| 3.    | Zijia Feng   | 6,10                          | 6,74                                     | 5,83                                     | 5,29                                     | 12,50                                    | 5,74                                     |

### Megaminx
| Platz | Teilnehmer         | Durchschnittszeit in Sekunden | Zeiten aller Lösungsversuche in Sekunden | Zeiten aller Lösungsversuche in Sekunden | Zeiten aller Lösungsversuche in Sekunden | Zeiten aller Lösungsversuche in Sekunden | Zeiten aller Lösungsversuche in Sekunden |
| ----- | ------------------ | ----------------------------- | ---------------------------------------- | ---------------------------------------- | ---------------------------------------- | ---------------------------------------- | ---------------------------------------- |
| 1.    | Juan Pablo Huanqui | 33,81                         | 34,35                                    | 32,12                                    | 35,84                                    | 34,96                                    | 28,20                                    |
| 2.    | Amos Nordman       | 34,50                         | 36,26                                    | 32,68                                    | 32,43                                    | 37,56                                    | 34,56                                    |
| 3.    | Yunliang Zhang     | 36,93                         | 40,21                                    | 35,95                                    | 41,36                                    | 33,81                                    | 34,62                                    |

### Pyraminx
| Platz | Teilnehmer       | Durchschnittszeit in Sekunden | Zeiten aller Lösungsversuche in Sekunden | Zeiten aller Lösungsversuche in Sekunden | Zeiten aller Lösungsversuche in Sekunden | Zeiten aller Lösungsversuche in Sekunden | Zeiten aller Lösungsversuche in Sekunden |
| ----- | ---------------- | ----------------------------- | ---------------------------------------- | ---------------------------------------- | ---------------------------------------- | ---------------------------------------- | ---------------------------------------- |
| 1.    | Tymon Kolasiński | 2,40                          | 2,86                                     | 4,14                                     | 1,98                                     | 2,08                                     | 2,25                                     |
| 2.    | Dominik Górny    | 2,77                          | 3,55                                     | 3,19                                     | 2,13                                     | 2,29                                     | 2,83                                     |
| 3.    | Elvin Thorsen    | 2,82                          | 2,45                                     | 5,41                                     | 2,08                                     | 2,35                                     | 3,67                                     |

### Skewb
| Platz | Teilnehmer                   | Durchschnittszeit in Sekunden | Zeiten aller Lösungsversuche in Sekunden | Zeiten aller Lösungsversuche in Sekunden | Zeiten aller Lösungsversuche in Sekunden | Zeiten aller Lösungsversuche in Sekunden | Zeiten aller Lösungsversuche in Sekunden |
| ----- | ---------------------------- | ----------------------------- | ---------------------------------------- | ---------------------------------------- | ---------------------------------------- | ---------------------------------------- | ---------------------------------------- |
| 1.    | Noriyuki Okada               | 3,00                          | 3,13                                     | 2,52                                     | 2,38                                     | 4,97                                     | 3,35                                     |
| 2.    | Zongyang Li                  | 3,05                          | 3,03                                     | 3,11                                     | 2,68                                     | 3,01                                     | 5,49                                     |
| 3.    | Carlos Méndez García-Barroso | 3,25                          | 3,64                                     | 2,78                                     | 2,68                                     | 3,45                                     | 3,53                                     |

### Square-1
| Platz | Teilnehmer      | Durchschnittszeit in Sekunden | Zeiten aller Lösungsversuche in Sekunden | Zeiten aller Lösungsversuche in Sekunden | Zeiten aller Lösungsversuche in Sekunden | Zeiten aller Lösungsversuche in Sekunden | Zeiten aller Lösungsversuche in Sekunden |
| ----- | --------------- | ----------------------------- | ---------------------------------------- | ---------------------------------------- | ---------------------------------------- | ---------------------------------------- | ---------------------------------------- |
| 1.    | Aiden Bartlett  | 7,60                          | 8,06                                     | 6,82                                     | 8,81                                     | 7,26                                     | 7,49                                     |
| 2.    | Makoto Takaoka  | 7,94                          | 28,04                                    | 8,44                                     | 8,10                                     | 7,27                                     | 7,19                                     |
| 3.    | Daniel Karnaukh | 8,15                          | 8.10                                     | 9,88                                     | 6,47                                     | 8,55                                     | 7,79                                     |

### 4×4×4 Blind
| Platz | Teilnehmer     | Durchschnitt (Zeit in Stunden:Minuten:Sekunden) | Zeiten aller Lösungsversuche in Minuten:Sekunden | Zeiten aller Lösungsversuche in Minuten:Sekunden | Zeiten aller Lösungsversuche in Minuten:Sekunden |
| ----- | -------------- | ----------------------------------------------- | ------------------------------------------------ | ------------------------------------------------ | ------------------------------------------------ |
| 1.    | Stanley Chapel | 1:12,81                                         | 1:37,10                                          | 1:08,07                                          | 1:20,27                                          |
| 2.    | Bill Wang      | DNF                                             | 2:12,30                                          | DNF                                              | 2:18,77                                          |
| 3.    | Neel Gore      | DNF                                             | DNF                                              | 2:26,14                                          | DNF                                              |

### 5×5×5 Blind
| 1. | Stanley Chapel | DNF | DNF | DNF     | 2:38,77 |
| 2. | Graham Siggins | DNF | DNF | 3:57,00 | 3:38,88 |
| 3. | Kaijun Lin     | DNF | DNF | DNF     | 3:40,93 |

### 3×3×3Multi-Blind
| Platz | Teilnehmer      | Bestleistung (Zeit in Minuten:Sekunden) | Ergebnisse aller Lösungsversuche (Zeit in Stunden:Minuten:Sekunden) | Ergebnisse aller Lösungsversuche (Zeit in Stunden:Minuten:Sekunden) |
| ----- | --------------- | --------------------------------------- | ------------------------------------------------------------------- | ------------------------------------------------------------------- |
| 1.    | Graham Siggins  | 51/54 59:06                             | 50/54 1:00:00                                                       | 51/54 59:06                                                         |
| 2.    | Mark Boyanowski | 47/50 54:18                             | 47/50 54:18                                                         | 42/52 57:56                                                         |
| 3.    | Shivam Bansal   | 46/49 58:26                             | 43/46 1:00:00                                                       | 46/49 58:26                                                         |

### 3×3×3 mit Füßen
| Platz | Teilnehmer          | Durchschnittszeit in Sekunden | Zeiten aller Lösungsversuche in Sekunden | Zeiten aller Lösungsversuche in Sekunden | Zeiten aller Lösungsversuche in Sekunden | Zeiten aller Lösungsversuche in Sekunden | Zeiten aller Lösungsversuche in Sekunden |
| ----- | ------------------- | ----------------------------- | ---------------------------------------- | ---------------------------------------- | ---------------------------------------- | ---------------------------------------- | ---------------------------------------- |
| 1.    | Lim Hung            | 23,29                         | 23,31                                    | 17,10                                    | 26,97                                    | 19,59                                    | DNF                                      |
| 2.    | Mohammed Aiman Koli | 30,15                         | 25,84                                    | 32,04                                    | 32,17                                    | 29,34                                    | 29,07                                    |
| 3.    | Henri Gerber        | 31,27                         | 26,18                                    | 43,85                                    | 38,12                                    | 26,82                                    | 28,87                                    |